# 名鉄資料館

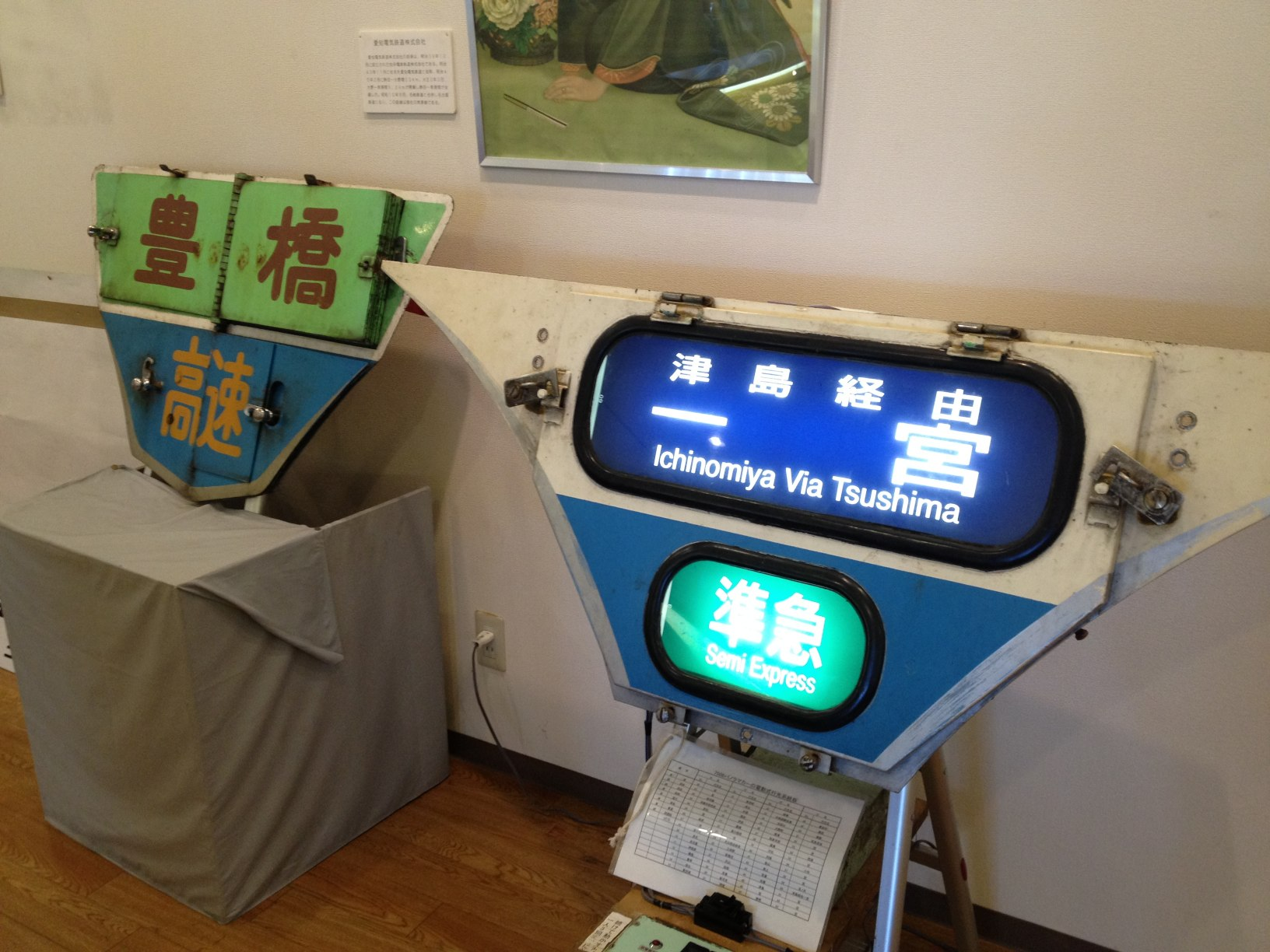
パノラマカーに装備されていた行先表示板

名鉄資料館（めいてつしりょうかん）は、岐阜県可児市にあった名古屋鉄道（名鉄）に関する企業博物館である。2020年（令和2年）12月25日に閉館した。

## 概要
名鉄およびその前身となった数多くの私鉄、バスに関わる資料を展示していた。
名鉄創業100周年を記念し、1994年（平成6年）6月に名鉄教育センター（名鉄本体およびグループ企業の人員教育、動力車操縦者資格取得のための養成施設）の敷地内に開館した。敷地面積1,760 m2、建物面積660 m2。 
来館者数は開館からの16年間で約6万5千人を数えたが、施設の老朽化に伴い2020年（令和2年）12月25日をもって閉館している。なお、保存していた資料については名鉄の倉庫で保管されている。資料の一部は名鉄グランドホテルに貸し出されて客室内に展示されている。

## 館内

### 第1資料館
- 第1資料室
  - 鉄軌道開業一覧パネル、文書、乗車券、沿線案内図、被服など。
- OBサロン兼特別展示場
  - 椅子は、7000系の特急専用車両（1982年（昭和57年）から1987年（昭和62年）にかけて整備された白帯車）の座席を利用。
- 閲覧コーナー

### 第2資料館
- 第2資料室
  - 車両紹介、土木、電気、駅、運転などの機器類。鉄道模型（運転可能）。
- 映像室

## 主な展示物
車両の展示はない。
- 愛知馬車鉄道の敷設願
- 昭和天皇御召列車ダイヤ
  - 1927年（昭和2年）11月20日、陸軍特別大演習視察の為、押切町～犬山橋間（現在の犬山線）で運行。貴賓車トク3 (SC III) 1両とデセホ700形の2両の特別仕様車3両を使用。
- 小牧線CTC制御盤
- D-16形台車
- 7000系7019号車運転台
- 名岐鉄道沿線案内図 
  - 名岐鉄道は、現在の名古屋本線（東枇杷島駅以北）、犬山線、小牧線、津島線、尾西線などに該当。
- 愛知電気鉄道沿線案内図  
  - 愛知電気鉄道は、現在の名古屋本線（神宮前駅以南）、築港線、常滑線などに該当。
- 三河鉄道社名入鬼瓦
  - 三河鉄道は、現在の三河線などに該当。
- 行先表示板
- 駅名表示板
- 横サボ
- 名鉄時刻表
- 名飯線案内
  - 1938年（昭和13年）運行開始の名古屋～飯田（足助、根羽経由）の定期路線バス。太平洋戦争で中断後、1952年（昭和27年）に運行再開。1975年（昭和50年）以降は中央自動車道経由（現中央道高速バス）。
- 愛北バス案内
  - 戦前の一宮市、犬山市、江南市の路線。現在の名鉄バス一宮営業所（一宮・宮田線、一宮・川島線、光明寺線、古知野線）に該当する。
- 名鉄バスバス停（名鉄時代）

## 交通
- 名鉄広見線 日本ライン今渡駅下車、徒歩で約20分。

## 利用案内
- 開館時間：10:00 - 17:00
- 休館日：土・日曜日、祝日、年末年始など（臨時休館する場合あり）。
- 予約制：但しゴールデンウィーク、夏休みなどに特別展示を行う際は、予約がなくても入館可能な場合がある。